# Saison 1962-1963 de l'USM Blida
Chronologie
Saison suivante
La saison 1962-1963 de l'Union sportive musulmane de Blida est la 1re saison du club en première division du championnat d'Algérie, saison qui se déroule après une interruption de sept ans à la suite de la guerre d'Algérie. Les matchs se déroulent essentiellement en Critérium Honneur, mais aussi dans une nouvelle compétition appelé Coupe d'Algérie de football.
Le championnat d'Algérie débute le 16 octobre 1962, avec la première journée de Critérium Honneur, pour se terminer le 16 juin 1963 avec la dernière journée de cette même compétition. Placée dans le Groupe V du Critérium d'Honneur, l'USMB se classe troisième.

## Compétitions

### Critérium d'Honneur: Groupe V

#### Calendrier du Groupe 5 du Critérium Honneur
Le calendrier est donné tel quel en début de saison à titre informatif, paru dans plusieurs journaux de la région d'Alger, dont "La Dépêche d'Algérie". Toutefois il est utile de rappeler que les dates des rencontres données ne sont pas fixes et font l'objet de nombreux changements et reports. La cause principale est la participation de la sélection nationale à son premier match international face à son homologue de la Bulgarie (victoire 2 buts à 1).

Ceci a pour conséquence de décaler les prochaines rencontres en championnat d'une semaine, parfois deux, avec les matchs en Coupe d'Algérie de football. Par ailleurs une reprogrammation des rencontres est effectuée par la Commission des compétitions, avec comme conséquences d'intervertir les rencontres des 12e et 13e journées de championnat, de même pour celles de la 14e avec la 17e journée et celles de la 15e avec la 18e journée.

### Championnat

#### Rencontres
Le tableau ci-dessous retrace dans l'ordre chronologique les 22 rencontres officielles jouées par l'USM Blida durant la saison. Le club blidéen participe aux 18 journées du championnat, ainsi qu'à une rencontre de Coupe d'Algérie. Les buteurs sont accompagnés d'une indication entre parenthèses sur la minute de jeu où est marqué le but et, pour certaines réalisations, sur sa nature (penalty ou contre son camp). Le bilan général de la saison est de 13 victoires, 3 matchs nuls et 6 défaites.
| Date             | J  | Adversaire       | Lieu                           | Résultat | Buteurs pour l'USMB | Références           |
| MATCHS ALLER     |    |                  |                                |          |                     |                      |
| 7 octobre 1962   | 1  | USH Alger        | Stade Zoubir Zouraghi, (Blida) | 1 – 2    | -                   | [ Rapport match 1 ]  |
| 14 octobre 1962  | 2  | USM Alger        | Stade Bologhine, (Alger)       | 3 – 6    | -                   | [ Rapport match 2 ]  |
| 28 octobre 1962  | 3  | SO Berrouaghia   | Stade Zoubir Zouraghi, (Blida) | 8 – 0    | -                   | [ Rapport match 3 ]  |
| 11 novembre 1962 | 4  | JSM Alger        | Ext.                           | 0 – 5    | -                   | [ Rapport match 4 ]  |
| 18 novembre 1962 | 5  | RC Arba          | Stade Zoubir Zouraghi, (Blida) | 4 – 0    | -                   | [ Rapport match 5 ]  |
| 2 décembre 1962  | 6  | ES Zéralda       | Ext.                           | 0 – 10   | -                   | [ Rapport match 6 ]  |
| 9 décembre 1962  | 7  | USM Marengo      | Ext.                           | 0 – 0    | -                   | [ Rapport match 7 ]  |
| 23 décembre 1962 | 8  | JS Fort-de-l'Eau | Stade Zoubir Zouraghi, (Blida) | 3 – 0    | -                   | [ Rapport match 8 ]  |
| 6 janvier 1963   | 9  | ESM Koléa        | Ext.                           | 0 – 1    | -                   | [ Rapport match 9 ]  |
| MATCHS ALLER     |    |                  |                                |          |                     |                      |
| 20 janvier 1963  | 10 | USH Alger        | Ext.                           | 0 – 0    | -                   | [ Rapport match 10 ] |
| 27 janvier 1963  | 11 | USM Alger        | Stade Zoubir Zouraghi, (Blida) | 0 – 1    | -                   | [ Rapport match 11 ] |
| 10 février 1963  | 12 | SO Berrouaghia   | Ext.                           | 0 – 4    | -                   | [ Rapport match 12 ] |
| 17 février 1963  | 13 | JSM Alger        | Stade Zoubir Zouraghi, (Blida) | 10 – 0   | -                   | [ Rapport match 13 ] |
| 24 février 1963  | 14 | RC Arba          | Stade Ismaïl Makhlouf, (Arba)  | 0 – 0    | -                   | [ Rapport match 14 ] |
| 10 mars 1963     | 15 | ES Zéralda       | Stade Zoubir Zouraghi, (Blida) | 2 – 0    | -                   | [ Rapport match 15 ] |
| 17 mars 1963     | 16 | USM Marengo      | Stade Zoubir Zouraghi, (Blida) | 4 – 0    | -                   | [ Rapport match 16 ] |
| 24 mars 1963     | 17 | JS Fort-de-l'Eau | Ext.                           | 1 – 2    | -                   | [ Rapport match 17 ] |
| 7 avril 1963     | 18 | ESM Koléa        | Stade Zoubir Zouraghi, (Blida) | 0 – 1    | -                   | [ Rapport match 18 ] |

#### Classement final
| Rang | Équipe                | Pts | J  | G  | N | P  | Bp | Bc  | GA    |
| ---- | --------------------- | --- | -- | -- | - | -- | -- | --- | ----- |
| 1    | USM Alger             | 51  | 18 | 16 | 1 | 1  | 75 | 6   | 12,5  |
| 2    | USM Marengo           | 43  | 18 | 10 | 5 | 3  | 40 | 18  | 2,222 |
| 3    | USM Blida             | 41  | 18 | 10 | 3 | 5  | 57 | 12  | 4,75  |
| 4    | RC Arba               | 41  | 18 | 10 | 3 | 5  | 46 | 26  | 1,769 |
| 5    | US Hospitalière Alger | 40  | 18 | 8  | 6 | 4  | 28 | 18  | 1,556 |
| 6    | ESM Koléa             | 38  | 18 | 7  | 6 | 5  | 31 | 23  | 1,348 |
| 7    | JS Fort-de-l'Eau      | 36  | 18 | 7  | 4 | 7  | 40 | 24  | 1,667 |
| 8    | ES Zéralda            | 29  | 18 | 5  | 1 | 12 | 23 | 53  | 0,434 |
| 9    | JSM Alger             | 21  | 18 | 1  | 1 | 16 | 10 | 69  | 0,145 |
| 10   | SO Berrouaghia        | 20  | 18 | 1  | 0 | 17 | 8  | 109 | 0,073 |

- Qualifié pour la Poule Finale. Passage en Division d'Honneur 1963-1964
- Passage en Division d'Honneur 1963-1964
- Passage en Division Pré-Honneur 1963-1964
- Passage en Première Division 1963-1964

### Coupe d'Algérie

#### Rencontres
| Date             | Tour                             | Adversaire | Stade (ville) | Résultat | Buteurs pour l'USMB |
| 4 novembre 1962  | 2e tour régional                 | -          | -             | Victoire | -                   |
| 25 novembre 1962 | 3e tour régional                 | -          | -             | Victoire | -                   |
| 16 décembre 1962 | 4e tour régional / 32e de finale | IR Hadjout | Médéa         | 3-2      | -                   |
| 30 décembre 1962 | 5e tour régional / 16e de finale | USH Alger  | Boufarik      | 2-0      | -                   |
| 18 janvier 1963  | 8e de finale                     | USM Sétif  | -             | 4-0      | -                   |